# Svart valnöt
Svart valnöt (Juglans nigra) är en valnötsväxtart som beskrevs av Carl von Linné. Enligt Catalogue of Life ingår Svart valnöt i släktet valnötter och familjen valnötsväxter. Inga underarter finns listade i Catalogue of Life.
Arten förekommer i östra USA och i angränsande områden av sydöstra Kanada. Utbredningsområdet sträcker sig från sydöstra South Dakota och centrala Texas österut. Svart valnöt saknas nära Mexikanska golfen, i Mississippis delta och på Floridahalvön. Trädet växer i låglandet och i bergstrakter upp till 1000 meter över havet. Enstaka exemplar hittas längre västerut. Svart valnöt föredrar ett tjockt skikt fuktig jord som grund. Den kan bilda trädgrupper som ensam art men vanligare är den tillsammans med Ulmus americana, Celtis laevigata, rödask, asklönn och grå valnöt.
Svart valnöt har en långsam utveckling och några exemplar kan bli 38 meter höga.
Svampen Neonectria ditissima och larver av fjärilen Datana integerrima kan förekomma som parasiter på arten. Allmänt har svart valnöt en stor population. IUCN listar arten som livskraftig (LC).
Enstaka exemplar av arten förekommer i Sverige, och på t.ex. Öland finns två stora träd planterade på 1880-talet.

## Bildgalleri

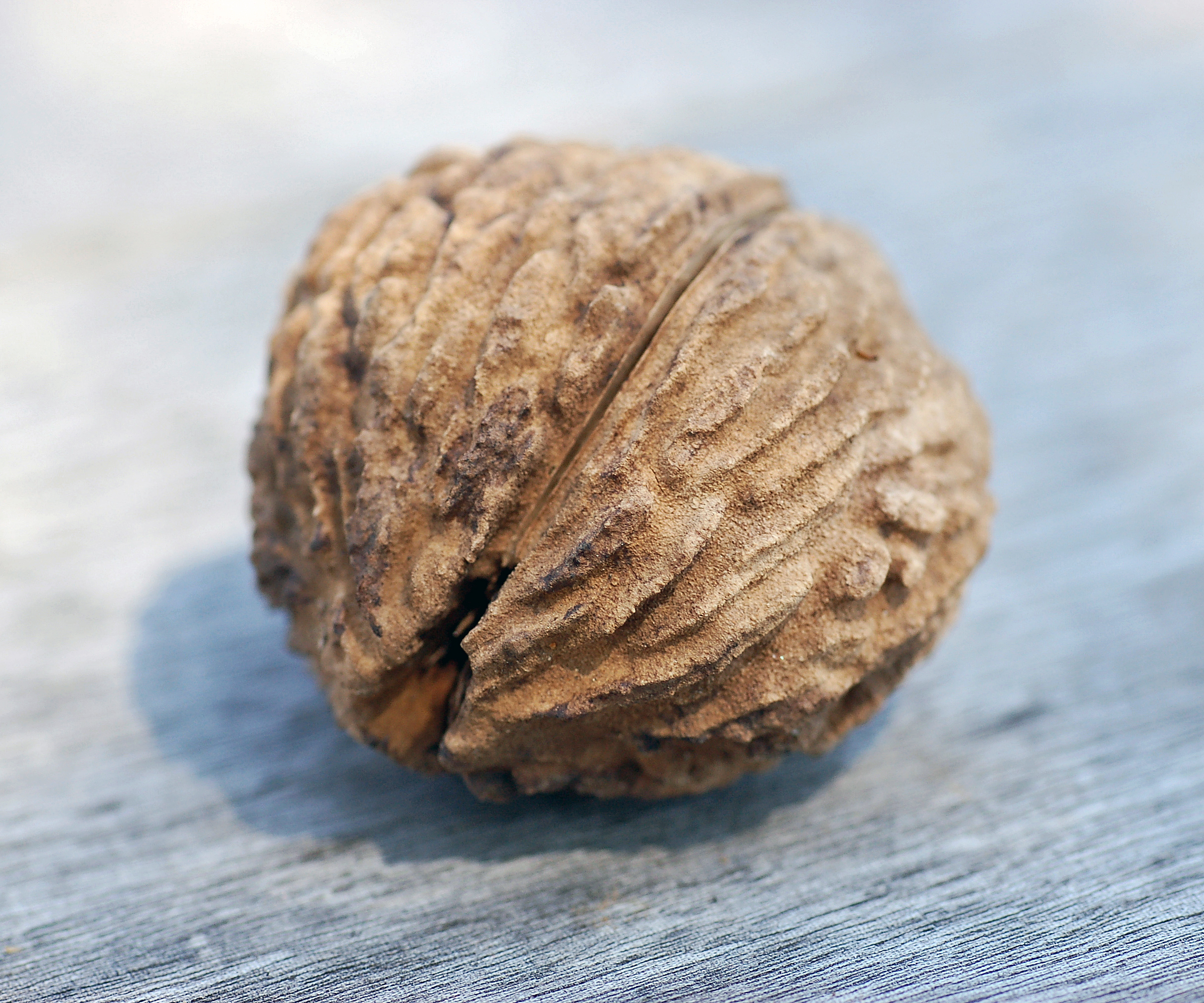
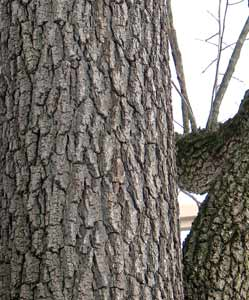
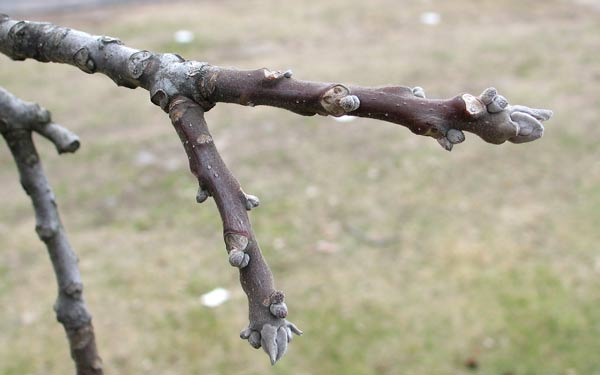
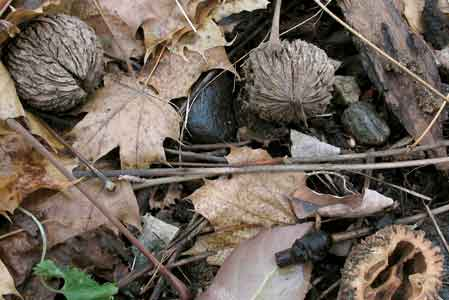
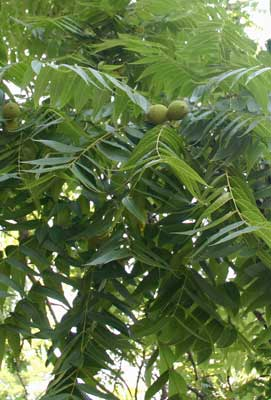
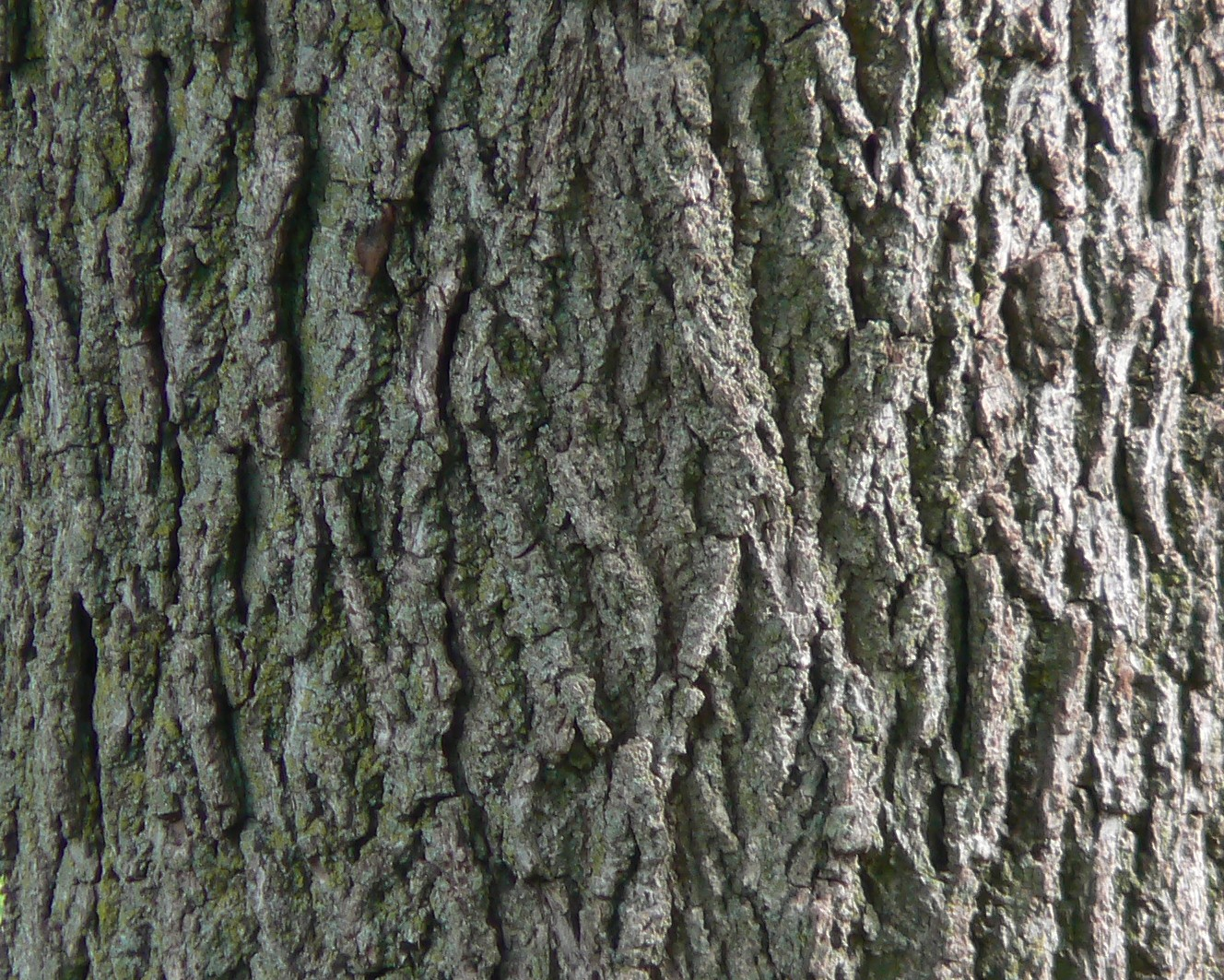
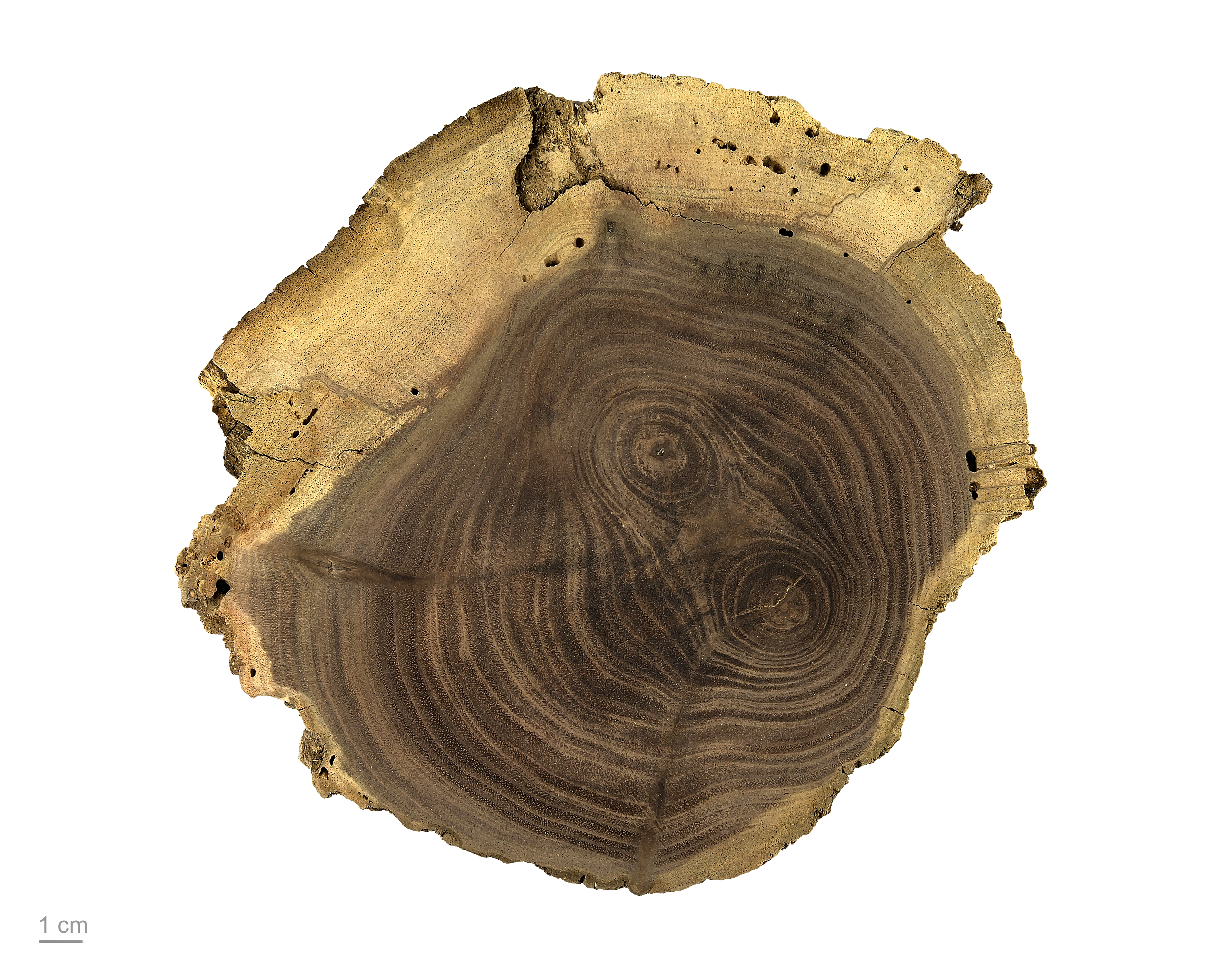
Juglans nigra - Museum specimen